# Élettartam-meghosszabbítás
Élettani vagy biológiai értelemben: élettartam-meghosszabbítás vagy öregedés-gátlás, vagy meghatározatlan életmeghosszabbítás, kísérleti gerontológia és orvosi-biológiai gerontológia néven is ismeretes, vagyis az élettan vagy biológia azon ága, aminek célja az öregedés biológiai folyamatának meggátlása, és az átlagos, ill. maximális életkor elérése.
Vannak olyanok, akik saját életük meghosszabbításában reménykednek, azáltal, hogy mielőtt meghalnak, testük teljesen egészségessé és fiatalossá tételét beleértve mesterséges szövettani felújulás útján elért fiatalítással, őssejttechnológia, szövet regeneráció, molekuláris gyógyszerészet, mesterséges szerv-beültetés, xenotranszplantáció és egyéb tudományos kutatás áttörései eredményeképpen az emberi élettartamot a tudomány a végtelenségig meg tudja és kívánalmára az ő testükkel együtt is meg fogja hosszabbítani.
Gyógyszerként, tápszerként, illetve öregedés ellen stb. jónak vélt készítmények, bőrápolásra és hormoncserére használt anyagok, gyógynövények és vitaminok árusítása, valamint jó egészség és fizikai forma elérésére és fenntartására szolgáló játszóterek, pályák és tornatermek bére, stb. világszerte 50 000 millió dollár jövedelemmel járul hozzá évente az Egyesült Államok összgazdaságához.
Bár számos orvosi vélemény és kritika szerint mindezek értéke kérdéses, az orvosi vélemény megoszlik. Egyesek szerint, az Amerikai Orvosi Egyesületet (American Medical Association) beleértve, arra nincs bizonyíték, hogy ezek használatának jelentős befolyása lenne akár az átlagos, akár a maximális elérhető életkorra.
Mindezek ellenére, senki se bizonyította eddig, hogy egy jóval hosszabb emberi élet elérése lehetetlen lenne, hiszen vannak olyan állatok, mint például a hydra, a laposféreg, egyes szivacsok, korallok és medúzák, amelyek halála nem következik be öregségükből kifolyólag; így ezek mindegyike elvileg örökéletűnek tekinthető.
Műszaki, közgazdasági értelemben:
Egy termék használata során várható időtartam, ami alatt a termék előírásszerűen működik. Mikroökonómiai fogalom a hasznos élettartam: a számviteli törvény szabályozza, hogy egyes termékeket mennyi idő alatt kell leírni. Előforduló hasznos élettartamok: 
| Eszköz                            | Élettartam |
| --------------------------------- | ---------- |
| Számítástechnikai eszközök        | 3 év       |
| Járművek                          | 5 év       |
| Gépek, berendezések               | 7 év       |
| Ingatlanok (felépítéstől függően) | 15-50 év   |

Az élettartam-meghosszabbítás a teljes termékre a használhatóság, környezetvédelem szempontjából kisebb időegységre jutó anyagfelhasználást, CO2 kibocsátást, ill. gazdaságosabb befektetést jelenti.
A termék egyes részeinek élettartam meghosszabbítása ugyanilyen értelemben az illető részre vonatkozik. Pl. épület felújítása új szabványok szerint, vagy járművek más meghajtással való felújítása (pl. elektromos motor/akkumulátor beszerelése, LPG üzemre alkalmas átalakítás). Ezeknél az épület eredeti váza megmarad, vagy a jármű karosszéria és vázszerkezet megmarad. 

## Tudósítás
A világon a mostani adatok szerinti legöregebb személy, egy francia nő, Jeanne Calment 122 évesen halt meg. 